# 농암 영정 후사본 및 금서대
농암 영정 후사본 및 금서대(聾巖 影幀 後寫本 및 金犀帶)는 경상북도 안동시 옥정동에 있는 초상화 및 금서대이다. 1994년 11월 2일 경상북도의 유형문화재 제63호로 지정되었다.

## 개요
조선 중기의 문신이며 시조작가인 농암 이현보(1467∼1555) 선생의 초상화로, 가로 105cm, 세로 126cm의 크기이다.
선생이 책상 앞에 앉아있는 모습으로, 「영정개모일기」에 그림에 대한 기록이 남아 있다. 이에 의하면, 순조 27년(1827) 선생의 초상화(보물로 지정되어 있음)가 망가질 것을 우려한 후손들이 이를 본 떠 다시 그려놓은 것으로, 추사 김정희의 소개로 소당 이재관이 분강서원에서 그렸다 한다.
유물 가운데 금서대는 농암이 관직에 있을 때에 사용하던 관복 띠로서, 폭 3.5cm이다.

## 같이 보기
- 이현보

## 참고 자료
- 농암영정후사본및금서대 - 국가유산청 국가유산포털